# Длъжка поляна
Длъ̀жка поля̀на е село в Североизточна България, община Антоново, област Търговище.

## География
Село Длъжка поляна се намира на около 41 km запад-югозападно от областния център Търговище и 8 km юг-югозападно от общинския център Антоново. Разположено е в северозападната част на историко-географската област Сланник. Надморската височина в центъра на селото е около 415 m.
През селото минава третокласният републикански път III-4082.
Землището на село Длъжка поляна граничи със землищата на: село Яребично на север и североизток; село Дъбравица на изток; село Къпинец на югоизток; село Крайполе на юг; село Стара речка на запад.
Населението на село Длъжка поляна, наброявало 454 души при преброяването към 1934 г. и 545 към 1946 г., намалява рязко до 304 към 1956 г. и след 289 към 1965 г. намалява до 115 към 1985 г. и 45 (по текущата демографска статистика за населението) към 2020 г.
При преброяването на населението към 1 февруари 2011 г., от обща численост 66 лица, за 32 лица е посочена принадлежност към „българска“ етническа група, за 9 – към „турска“, за 20 – към „ромска“, за „други“ и „не се самоопределят“ не са посочени данни и за 2 не е даден отговор.

## История
През 1934 г. селото с дотогавашно име Узунджа-алан е преименувано на Длъжка поляна.
От 1923 г. в село Длъжка поляна има училище, ползващо частна къща. През 1937 г. се открива I прогимназиален клас, а по-късно – и II и III клас. Училището получава името „Патриарх Евтимий“. Училищна сграда се построява през 1971 г. След учебната 1988 – 1989 г., поради рязкото намаляване на учениците, основното училище се преустройва в начално училище с три слети класа. През 1998 г. Начално училище „Патриарх Евтимий“ в село Длъжка поляна се закрива.
Читалището в село Длъжка поляна е основано през 1940 г.; от 1948 г. носи името „Димитър Камбуров“. Тъй като документалните материали от основаването до 1959 г. са похабени, няма данни за дейността му за този период. Читалището не разполага със собствена сграда, а ползва част от сградата на кметството. Поради намаления брой на жителите и особено младите хора в селото, дейността му постепенно се ограничава.
Трудово кооперативно земеделско стопанство (ТКЗС) – село Длъжка поляна е създадено през февруари 1958 г. ТКЗС в селото съществува самостоятелно до 1959 г. когато и стопанствата на селата Мечово, Букак и Банковец се обединяват в Обединено трудово-кооперативно земеделско стопанство (ОТКЗС) – село Длъжка поляна. ОТКЗС развива дейността си до 1 февруари 1966 г., когато преминава в Държавно земеделско стопанство.

## Обществени институции
Изпълнителната власт в село Длъжка поляна към 2023 г. се упражнява от кметски наместник.
В село Длъжка поляна към 2023 г. има:
- читалище „Димитър Камбуров – 1951“;[10][11]
- изграден параклис „Св. св. Константин и Елена“;[12]
- пощенска станция.[13]